# Un barbare en Asie
Un barbare en Asie est un carnet de voyage écrit par Henri Michaux à l'occasion de son voyage en Asie en 1931, paru en 1933.

## Résumé
Michaux y décrit ses impressions concernant les différents pays qu’il traverse, les habitants de ces différents pays, et leurs cultures propres. D'un œil bienveillant, mais sans concession, il décrit sur un ton humoristique les différences culturelles existant entre ces populations et celles d’Europe occidentale, et ce que les Européens pourraient, selon lui, apprendre de ces populations.
Parmi les pays évoqués se succèdent l’Inde, l’Indonésie, la Chine et le Japon.
L’ouvrage est assez court, mais empreint de poésie, et Michaux livre une vision plutôt légère, mais souvent pertinente, des cultures asiatiques.

## Préface de 1967
Dans sa préface de 1967, Henri Michaux relate que son livre est un échec (selon lui) puisque ces peuples asiatiques ont été occidentalisés avec les différentes révolutions qui ont changé les mœurs et qui ne permettent plus d'avoir des peuples merveilleux. De plus, il parle de l'erreur d'avoir évoqué ces peuples hors de leurs réalités, donc de les avoir idéalisés.

## Édition
Troisième édition, revue et corrigée, Éditions Gallimard, collection L'Imaginaire no 164, 1986,  (ISBN 978-2070706228)